# Canción sin nombre
Canción sin nombre es una película peruana dramática de 2019 dirigida por Melina León, siendo este su primer largometraje. Fue seleccionada para ser exhibida en la sección Quincena de Realizadores del Festival de Cannes 2019.
La película fue seleccionada para representar a Perú en la categoría de «mejor película internacional» de la 93.ª edición de los Premios Óscar y nominada al premio Goya por mejor película iberoamericana.
En enero de 2021 Netflix anunció que incluiría la película dentro de su catálogo.

## Sinopsis
El joven periodista limeño y homosexual Pedro Campos (Tommy Párraga) investiga la misteriosa desaparición del bebé recién nacido de la joven ayacuchana Georgina Condori (Pamela Mendoza Arpi), quien migra a Lima debido al terrorismo que azota su tierra natal.
Georgina busca ayuda en la comisaría y en el Palacio de Justicia, sin encontrarla, hasta llegar a las oficinas de un periódico local, donde Campos toma su caso. Las escenas superponen las portadas de periódicos locales a las situaciones cotidianas vividas durante el terrorismo, tales como la violencia, la crisis económica y social, la migración del campo a la ciudad, etc. 

## Reparto
- Pamela Mendoza Arpi como Georgina Condori.
- Tommy Párraga como Pedro Campos.
- Lucio Rojas
- Maykol Hernández
- Lidia Quispe
- Ruth Armas

## Producción
La película está ambientada en la década de 1980 durante la época del terrorismo y trata del contexto del robo de niños.
El guion fue coescrito por la directora Melina León y el estadounidense Michael J. White.

## Festivales
- 2019: Festival de Cannes[10](exhibición)
- 2019: Festival de Cine de Sídney[8]
- 2019: Festival Internacional de Nueva Zelanda[11]
- 2019: Festival de Cine de Múnich[8][12]

## Premios y nominaciones
- Ganadora a Mejor Película y Mejor Fotografía en el Festival Internacional de Estocolmo[13]
- Ganadora del Colón de Oro en el Festival de Cine Iberoamericano de Huelva[14]
- Ganadora del Premio Nuevas Voces/Nuevas Visiones en el Festival de Cine de Palm Springs (California)[15]
- Ganadora del Premio del Jurado Joven en el IFFG Internationaal Film Festival Gorinchem de Países Bajos[16]
- Ganadora del Premio a la Mejor Fotografía en los Premios Apolo de Cine LGTBIQ de España[17]
- Primera Finalista del Premio a la Mejor Película Extranjera en los Premios IFJA (Indiana Film Journalists Association) 2020  de USA[18]
- Ganadora del Premio a la Excelencia en el Arte del Cine y del Premio a la Mejor Cineasta Femenina en el Tallgrass Film Festival 2020 de USA[19]
- Ganadora del Premio Mejor Largometraje Plataforma Nuevos Realizadores y del Premio Especial Técnico FILA EFE Largometraje en el Festival de Cine de Madrid de España[20][21]
- Ganadora del Premio al Mejor Debut Internacional Directoral en el Heartland International Film Festival de USA[22]
- Ganadora del Premio a la Mejor Película en el Picknic Film Festival de España[23]
- Ganadora del Premio del Jurado Ecuménico al Mejor Largometraje en el Molodist Kiev International Film Festival de Ucrania[24]
- Ganadora del Premio del Público en el FICUNAM Festival Internacional de Cine UNAM de México[25]
- Ganadora del Premio Colateral Universidad de La Habana en el Festival de Cine de La Habana de Cuba[26]
- Ganadora del Premio a la Mejor Opera Prima y del Premio del Jurado Joven en el REC Festival Internacional de Cinema de Tarragona de España[27]
- Ganadora del Premio del Jurado Mención Especial en el Around the World in 14 Films de Alemania[28]
- Ganadora del Premio Krzysztof Kieślowski al Mejor Largometraje Narrativo en el Denver Film Festival de USA
- Ganadora del Colón de Oro al Mejor Largometraje, del Colón de Plata a la Mejor Directora, del Colón de Plata a la Mejor Contribución Técnico-Artística y del Premio Wofest a la Mejor Realizadora en el Festival de Cine Iberoamericano de Huelva de España[29]
- Ganadora del Premio a la Mejor Película y del Premio a la Mejor Cinematografía en el Stockholm International Film Festival de Suecia[30]
- Ganadora del Premio Especial del Jurado a la Mejor Dirección y del Premio Mermaid Mención Especial en el Thessaloniki International Film Festival de Grecia[31]
- Ganadora del Premio a la Mejor Opera Prima en el Festival Internacional de Cine Fine Arts de República Dominicana[32]
- Ganadora del Premio de la Crítica Internacional FIPRESCI y del Premio de Innovación Mención Especial en el Festival du nouveau cinéma - FNC de Canadá[33]
- Ganadora de la Mención Especial del Jurado en el Festival Biarritz Amérique Latine de Francia[34]
- Ganadora del Premio al Mejor Largometraje Narrativo en el Boston Latino International Film Festival de USA[35]
- Ganadora del Premio a la Mejor Película en el Festival de Estambul en Turquía[36]
- Ganadora del Premio a la Mejor Fotografía, del Premio a la Mejor Banda Sonora Original, del Premio “Mirada Universitaria” al Mejor Largometraje y del Premio de la Crítica (Abraccine) en el Cine Ceará - Festival Ibero-americano de Cinema de Brasil[37]
- Ganadora del Premio FEISAL / Federación de Escuelas de la Imagen y el Sonido de América Latina y de la Mención Especial del Jurado de la Crítica en el Festival Internacional de Cine de Viña del Mar de Chile[38]
- Ganadora del Premio SIGNIS en el SANFIC Santiago Festival Internacional de Cine de Chile[39]
- Ganadora del Premio Especial del Jurado, del Premio del Ministerio de Cultura a la Mejor Película Peruana, del Premio INDECOPI al Mejor Guion de Película Peruana y de la Mención Honorífica a Mejor Actriz en el Festival de Cine de Lima.[40]
- Ganadora del Premio CineVisión en el Filmfest München de Alemania.[41]